# ネイディーン・コイル
ネイディーン・コイル（Nadine Coyle, 1985年6月15日-）は、北アイルランド出身の歌手。ガールズ・アラウドの元メンバー。
彼女はデリー出身。ソロデビューアルバムである『Insatiable』はテスコから発売され、アイルランドチャートで最高20位を記録。全英チャートで47位だった。

## 私生活
2008年1月からアメリカン・フットボール選手のジェイソン・ベルと交際している。2013年8月15日、自身のインスタグラムアカウントで妊娠を発表。そして2014年2月10日、第1子となる娘を出産した。

## ディスコグラフィ
ソロ名義のみ
- Insatiable（2010）